# Gadabai
Gadabai ( azerí: Gədəbəy) é um dos cinqüenta e nove rayones nos que subdivide políticamente a República do Azerbaijão. A cidade capital é a cidade de Gədəbəy. É conhecido por suas batatas e seus depósitos de ouro. A famosa companhia Siemens tem trabalhado aqui na época czarista alegando que eram exportadores de cobre. No entanto recentemente se tem posto em manifesto que em realidade eram, em segredo, exportadores de ouro. A atividade mineradora dedicada à extração do ouro se tem ressurgido recentemente. 
Os rayones de Gadabai e Tovuz rodeam a Artsvashen, um enclave da Armênia, que tem sido controlado por Azerbaijão desde sua captura durante a Guerra de Nagorno-Karabakh.

## Território e População
Este rayon é possuidor uma superfície de 1.225 quilômetros quadrados, os quais são o lugar de uma população composta por umas 90.800 pessoas. Por onde, a densidade populacional se eleva a cifra dos 74,1 habitantes por cada quilômetro quadrado de este rayon.

## Economia
A região está dominada pela agricultura. Os produtos de esta zona são principalmente batatas, frutas e hortaliças. Produz uma boa quantidade de vinhos e de granos, a pecuária também se pratica.